# Twerk (City Girls)
Twerk è un singolo del duo musicale statunitense City Girls, pubblicato l'8 gennaio 2019 come primo estratto dal primo album in studio Girl Code.
Il brano, che vede la partecipazione della rapper statunitense Cardi B, è stato scritto dalle tre interpreti in collaborazione con Cecil Kirby, Darwin Turner e Rico Love e prodotto da quest'ultimo con Mr. Nova.

## Descrizione
Twerk include la melodia di uno xilofono e battiti di mano. Nella sua strofa, Cardi fa un riferimento a Money Ain't a Thang di Jermaine Dupri.

## Video musicale
Il video musicale, diretto da Daps e Sara Lacombe, è stato registrato a Miami, Florida e pubblicato il 16 gennaio 2019. Il video mostra i corpi di Cardi e Yung Miami pitturati con la tecnica del body painting, per farle sembrare rispettivamente una tigre e una zebra. Le due sono ad una festa con altre donne su uno yatch. In un altro luogo, su un sito di costruzione, sono raggiunte dalle venti donne finaliste della challenge lanciata dalle City Girls, che consisteva nel trovare la migliore twerker del mondo. Il video si chiude con la vincitrice della challenge.
Carl Lamarre, scrivendo per Billboard, ha affermato che Cardi e Yung Miami nel video ridefiniscono il twerk grazie ai divertenti effetti visivi. Shirley Li di Entertainment Weekly ha definito il video incredibile, ipnotico e sfacciato.

## Successo commerciale
La canzone ha debuttato alla 92ª posizione nella Billboard Hot 100 statunitense, diventando il primo ingresso del duo. Ha in seguito raggiunto il 29º posto, trascorrendo tredici settimane nella top 100.

## Classifiche
| Classifica (2019) | Posizione massima |
| ----------------- | ----------------- |
| Canada            | 70                |
| Stati Uniti       | 29                |